# Igor Burzanović
Igor Burzanović (sinh ngày 25 tháng 8 năm 1985) là một cầu thủ bóng đá người Montenegro.

## Đội tuyển bóng đá quốc gia Montenegro
Igor Burzanović thi đấu cho đội tuyển bóng đá quốc gia Montenegro từ năm 2007 đến 2008.

## Thống kê sự nghiệp
| Đội tuyển bóng đá Montenegro | Đội tuyển bóng đá Montenegro | Đội tuyển bóng đá Montenegro |
| Năm                          | Trận                         | Bàn                          |
| ---------------------------- | ---------------------------- | ---------------------------- |
| 2007                         | 4                            | 1                            |
| 2008                         | 4                            | 1                            |
| Tổng cộng                    | 8                            | 2                            |